# 古玫杜沙龟属
古玫杜沙龟是一种已灭绝的海龟，生存於晚侏羅世的提通期，由德籍古生物學家克里斯蒂安·埃里希·赫爾曼·馮·邁耶於1860年首次描述，是古玫杜沙龜屬下唯一一種。